# Marmorkirken
La Marmorkirken (Église de marbre en danois, officiellement : Frederiks Kirke, Église de Frédéric) est une église située dans le quartier de Frederiksstaden à Copenhague au Danemark. L'église possède un dôme de 31 mètres de diamètre.

## Historique
Elle a été conçue par Nicolai Eigtved en 1740 avec le reste du quartier de Frederiksstaden. La première pierre a été posée en 1749 par Frédéric V de Danemark, mais le chantier est arrêté par Johann Friedrich Struensee. Elle reste alors inachevée pendant 150 ans. Elle est finalement achevée par Ferdinand Meldahl avec les financements de Carl Frederik Tietgen, et est inaugurée le 19 août 1894.

## Caractéristiques
Nous pouvons également lire en lettres d'or sur le portique avant de l'église « herrens ord bliver evindelig » qui signifie en danois « "La Parole du Seigneur demeure éternellement". ».

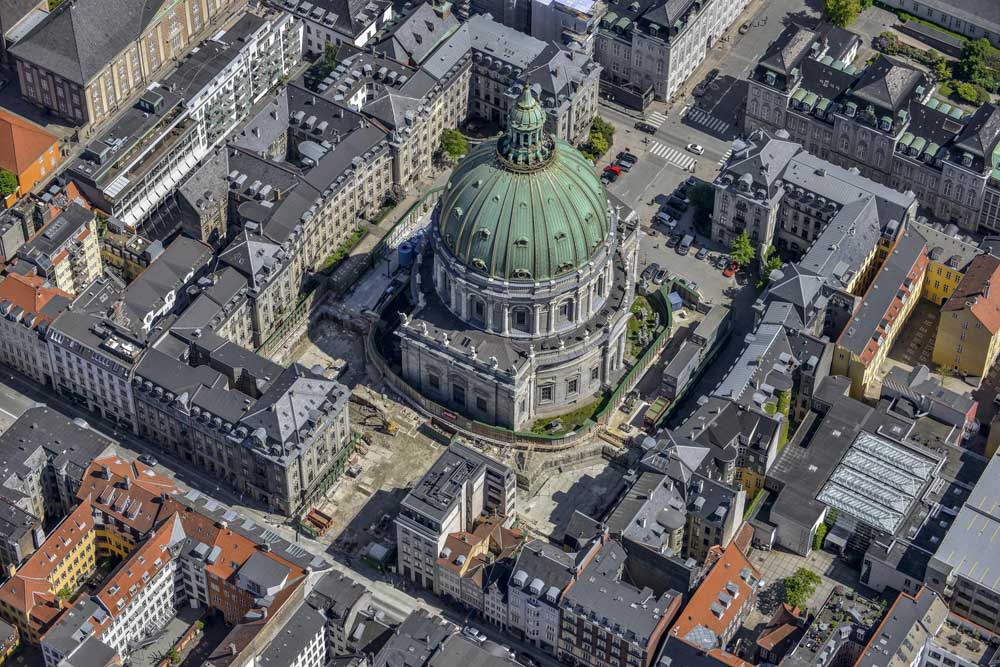
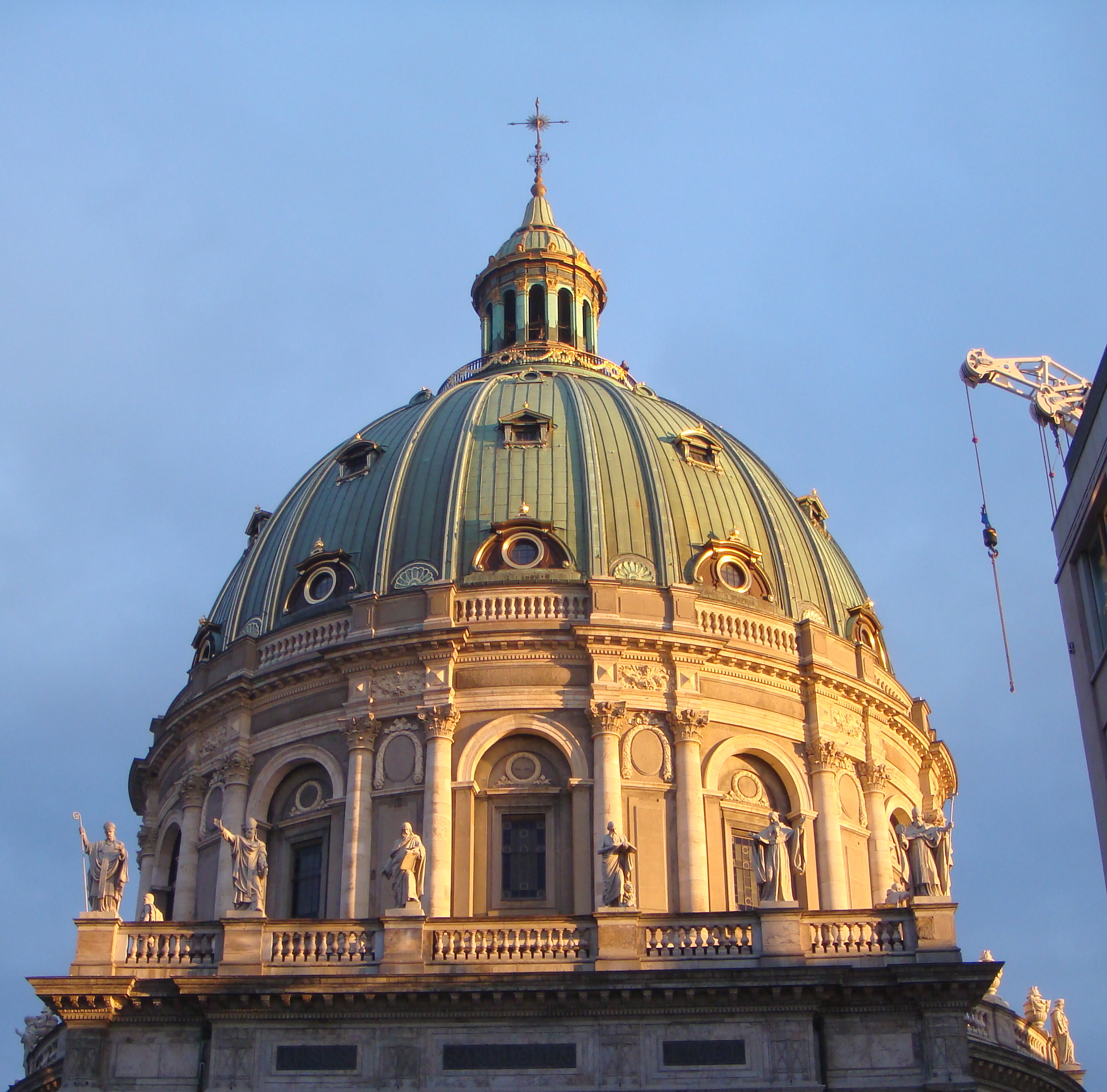
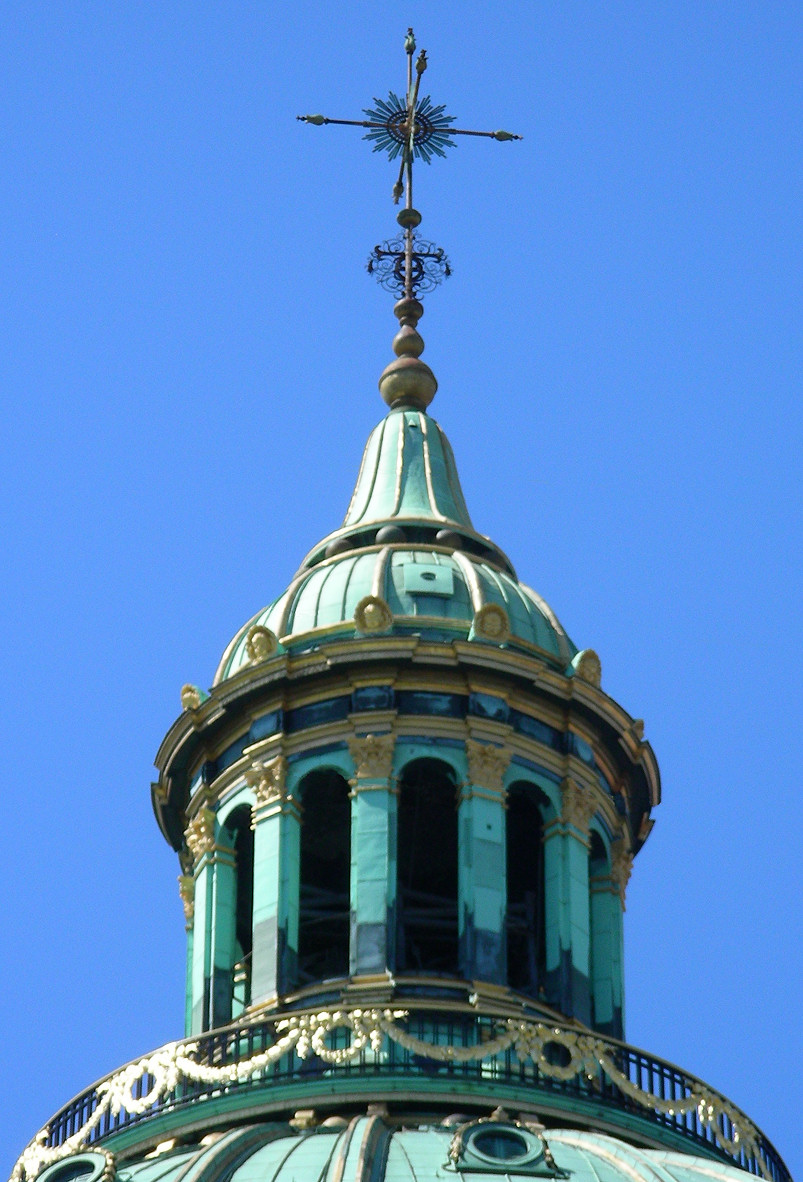

## Personnalités associées
- Le grand orientaliste et arabisant Jacob Georg Christian Adler (1756-1834) en est le pasteur en 1785, avant de devenir professeur de théologie en 1788 et prédicateur de la cour allemande en 1789, puis surintendant général des églises du Schleswig et du Holstein.